# Giacomo Manzù

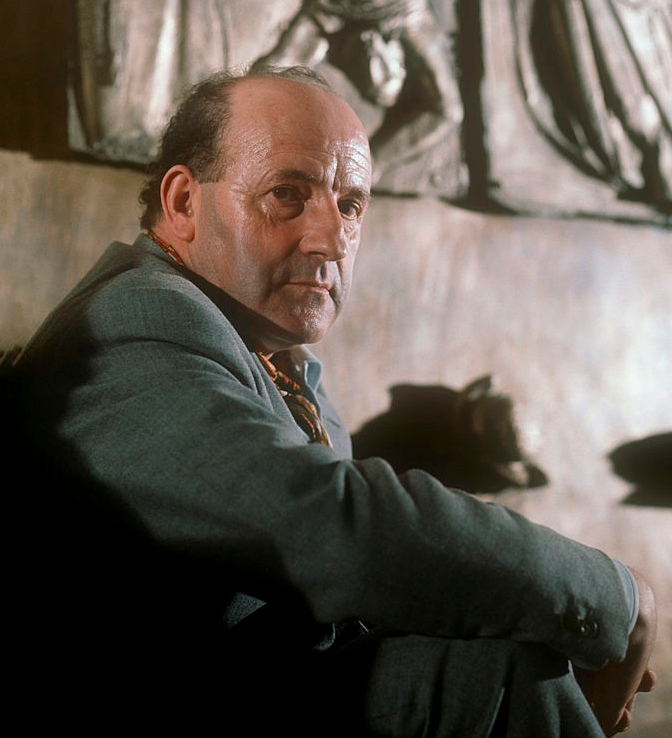
Manzù en 1964.

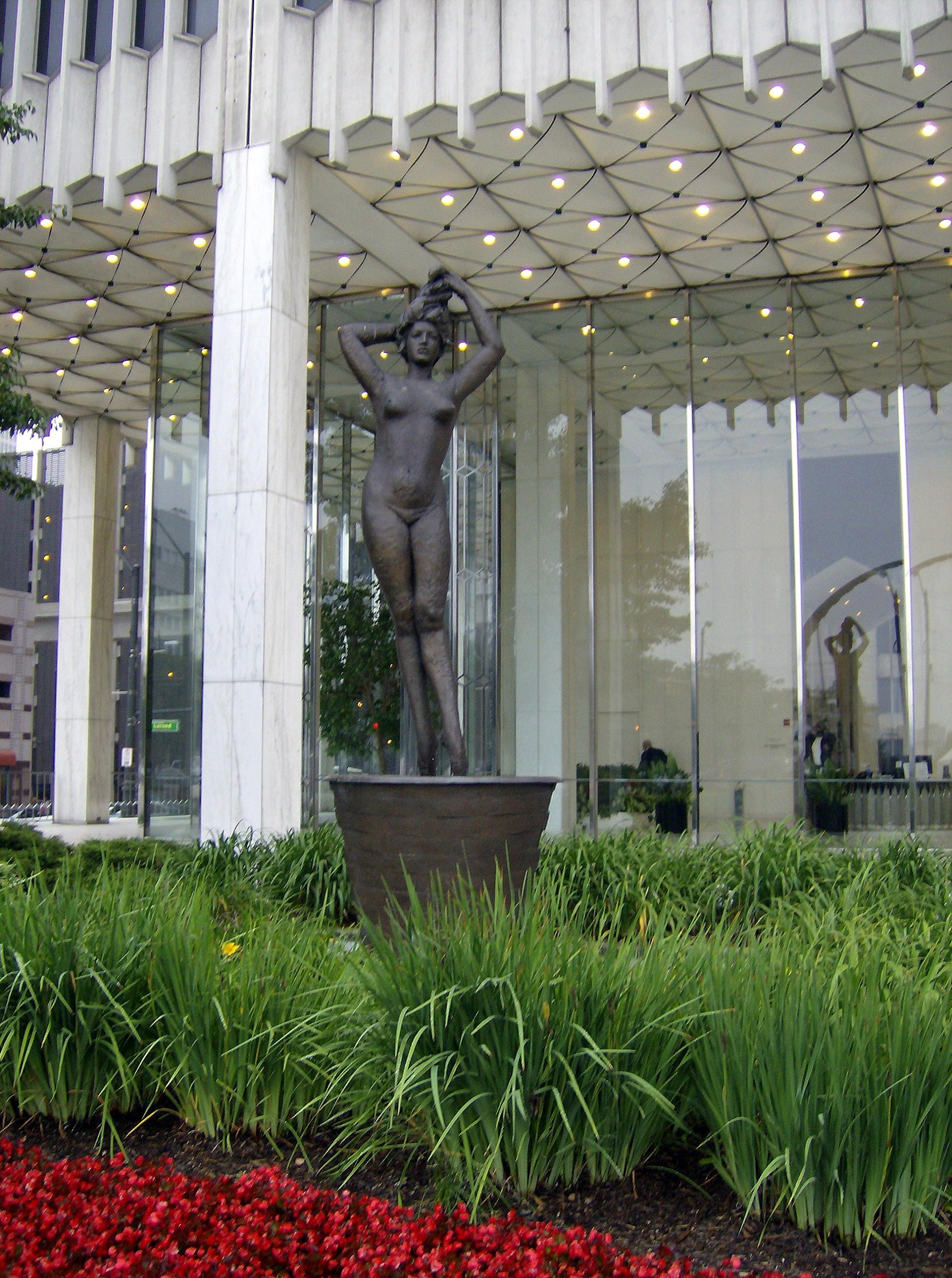
Passo di Danza, ubicada en la esquina de la Fort Street con la Griswold Street en Detroit.

Giacomo Manzù, seudónimo de Giacomo Manzoni (Bérgamo, 22 de diciembre de 1908 - Roma, 17 de enero, 1991), fue un escultor de Italia del siglo XX.

## Trayectoria

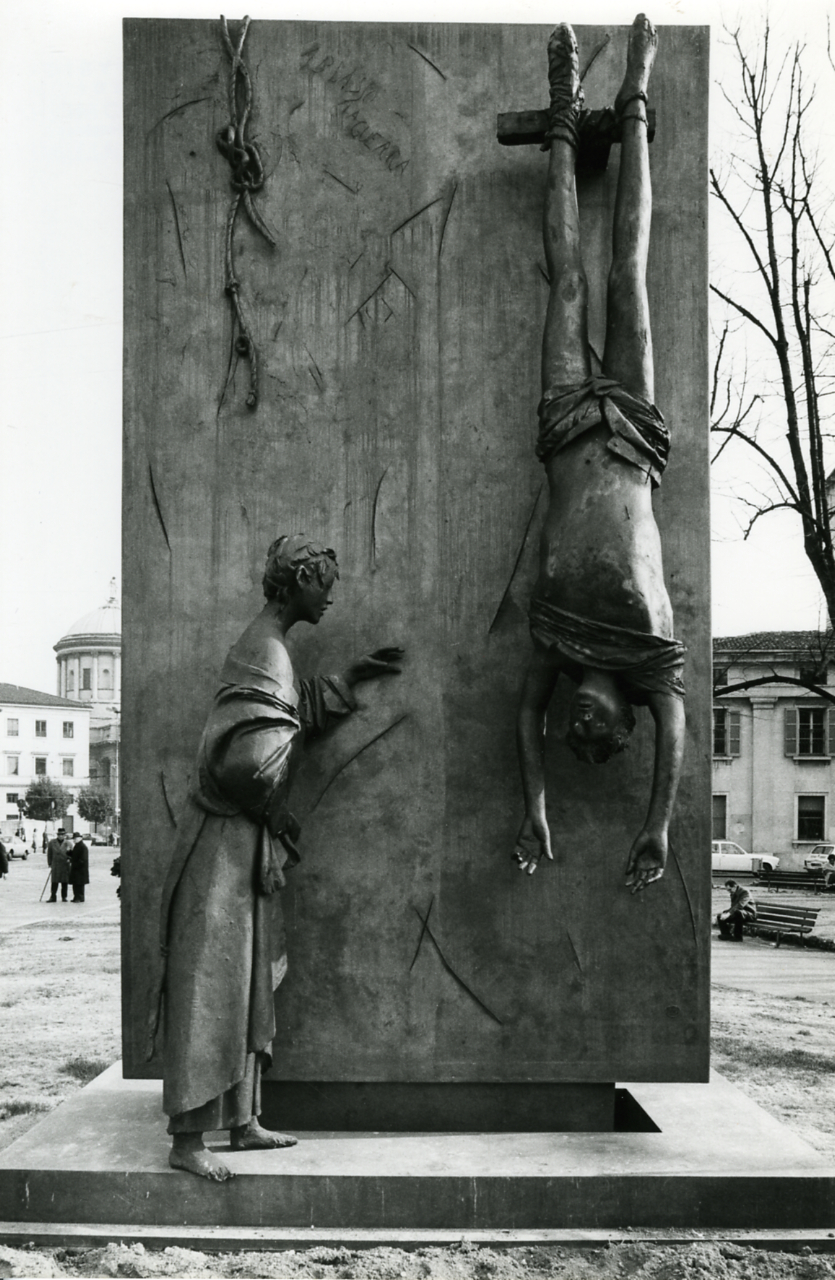
Monumento al partigiano (1977), Bergamo. Foto de Paolo Monti.

Giacomo Manzù era el hijo undécimo de un zapatero y sacristán. Pronto comienza a tallar madera. Durante el servicio militar en Verona se acerca al arte: estudia las puertas de la Basílica de San Zenón y las copias de la Accademia di Belle Arti Gian Bettino Cignaroli (1927/1928). Excepto por unas pocas clases de arte, esencialmente fue un autodidacta de la escultura. 
En 1929, tras una estancia en París, Manzù va a vivir Milán, donde el arquitecto Giovanni Muzio le encarga decorar la capilla de la Universidad Católica, y lo hará entre 1931 y 1932. Estos años participa en una exposición colectiva. 
Obtuvo reconocimiento de museos y coleccionistas occidentales como un importante artista moderno. Por otro lado, Giacomo Manzù era comunista y reconocido también en el mundo artístico soviético, fue condecorado con el Premio Lenin de la Paz del año 1965. Aun así, era católico y amigo personal del Papa Juan XXIII, y se le encargaron importantes obras para la basílica de San Pedro (un retrato del propio papa y la Porta della Morte).
En los Estados Unidos, el arquitecto Minoru Yamasaki le encargó la realización de la obra llamada Passo di Danza en el edificio One Woodward Avenue en Detroit. 
En 1940, Manzù obtiene la cátedra de escultura en la Accademia di Belle Arti de Brera, pero deberá abandonarla por sus discusiones con las autoridades académicas. Su desnudo Francesca Blanc gana la Cuatrienal de Roma en 1943. En la posguerra recupera su trabajo en la Accademia de Brera, hasta 1954, y luego en Salzburgo hasta 1960. Aquí conoce a Schabel, que será su compañera y madre de Giulia y Mileto. Realiza la Porta dell'Amore para la catedral de Salzburgo (1955-1958).
Comienza a trabajar en la Porta della Morte para la Basílica de San Pedro de la Ciudad del Vaticano (concluida en 1964). En 1964 Manzù irá a vivir a la villa Ardea (Roma), en la localidad de Campo del Fico. Realiza la Porta della Pace e della Guerra para la iglesia de San Lorenzo en Róterdam (1965-1968). Expuso asimismo en Tokio.
En los sesenta hace de escenógrafo, para óperas de Ígor Stravinski (Edipo rey de 1964), Goffredo Petrassi, Claude Debussy, Richard Wagner y Giuseppe Verdi.
El Monumento al partigiano en Bérgamo, se inauguró en 1977. En esta ciudad se guardan muchas obras suyas en la Galería de Arte Moderno y Contemporáneo (GAMeC). En 1979 Manzù donó toda su colección (la "Raccolta amici di Manzù" fundada en 1969, en Ardea) al Estado italiano. En 1989, en Nueva York, se inauguró en la fachada de la ONU la última de sus grandes obras: una escultura en bronce seis metros.